# Germán Jordán
Germán Jordán is een kleine provincie in het centrum van het departement Cochabamba in Bolivia. De provincie heeft een oppervlakte van 305 km² en heeft 34.342 inwoners (2012). De hoofdstad is Cliza.
Germán Jordán is verdeeld in drie gemeenten:
- Cliza
- Toko
- Tolata

Arani · 
Arque · 
Ayopaya · 
Bolívar · 
Capinota · 
Carrasco · 
Cercado · 
Chapare · 
Esteban Arce · 
Germán Jordán · 
Mizque · 
Narciso Campero · 
Punata · 
Quillacollo · 
Tapacarí · 
Tiraque